# Братя Миладинови (жилищен комплекс)
„Братя Миладинови“ е централен жилищен комплекс в Бургас, който носи името на писателите Братя Миладинови. Той е разположен между 4 булеварда: „Сан Стефано“, „Демокрация“, „Струга“ и „Тодор Александров“, като в съседство са кварталите „Възраждане“, „Лазур“, „Център“ и „Славейков“. Кварталът има добра транспортна свързаност. Обслужва се от автобусни линии 3, 6, 9, 12, Б1, Б2, Б11, Б12, 15, тролейбусни линии Т1 и Т2 на Бургасбус „ЕООД". Населението на жилищния комплекс е 10 927 души към 2017 година. Кварталът се намира в непосредствена близост до центъра на града, на 1 km от Централната автобусна спирка, на 2 km от площад „Тройката“ и на около 3 km от Морска градина (Бургас).
В „Братя Миладинови“ са разположени Бургаският свободен университет, Гимназията по туризъм, Строителният техникум, Механотехникумът, офиси на „Еконт“, „Спиди“ и EasyPay, също и хранителните магазини – „Гочев“, „Болеро“, „Т Маркет“, „Fresko“, месарският магазин – „Йоги“, медицинските лаборатории „Лина“ и „Бодимед“, както и поликлиника „Бургас“, ДКЦ „Св. Георги Победоносец“ (по-известна като Военна болница), офиси на банка ДСК, Инвестбанк, Централна кооперативна банка и на УниКредит Булбанк, няколко денонощни магазина, няколко зеленчукови магазина, нощен клуб – Fabric, магазин за компютърна техника – JAR Computers, книжарница Orange Books, Ритуалната зала на улица Вардар, градината на Вардар, градината на Братя Миладинови, спортен център „Аякс“, изкуствено тревно игрище и тенис кортове, Бизнес център Вардар, новата луксозна жилищна сграда – CHANTRER Residence. В комплекса е и едно от най-големите основни училища в града – „Братя Миладинови“, основано през 1924 година, което е с над 100-годишна история. Там е и вечерната гимназия „Васил Априлов“.
Други известни сгради са православния храм „св. Иван Рилски“, открит на 1 април 1934 г., Новата поща, Радиорелейната и телевизионна кула, с височина от 72 m, открита през 1993 г., сградата на НОИ, хотел „Космос“, хотел „Драма“, хотел „Атаген“ и хотел на БСУ.

## Транспорт
- Автобусни линии – 3, 6, 9, 12, 15, Б1, Б2, Б11, Б12
- Тролейбусни линии – T1, T2
- Маршрутни линии – 1, 2, 2А

## Образование

### Основни училища
- ОУ „Братя Миладинови“
- ОУ „Васил Априлов“

### Гимназии
- Професионална гимназия по механоелектротехника и електроника
- Професионална гимназия по строителство, архитектура и геодезия „Кольо Фичето“
- Професионална гимназия по туризъм „Проф. д-р Асен Златаров“

### Висши училища
- Бургаски свободен университет (БСУ)

## История
Историята на квартала е тясно свързана с даряването на заеми от Александър Георгиев-Коджакафалията на бедни и бежанци от Тракия и Македония след Освобождението.
През 1911 г. бургаският търговец Александър Георгиев-Коджакафалията дарява 600 парцела с големина от 180 до 300 м² за нуждаещи се български и арменски бежанци и бедни жители на града, включително турци и евреи. Повечето българи са бежанци от Източна и Западна Тракия (тракийски българи) и Македония (македонски българи). Освен земята, Георгиев дарява средства за построяването на 600 еднофамилни къщи, за необходимата инфраструктура, за изграждането на църквата „Свети Иван Рилски“. Поради тази причина кварталът все още е известен и като Коджакафалийския квартал. Общата сума на дарението на Георгиев е 25 милиона златни лева и е най-голямото дарение, правено до момента в България.
Сградите в квартала са панелно и тухлено строителство, както и по-високи монолитни блокове – ЕПК строителство. В квартала също така има нови тухлени кооперации.
- Радиорелейната и телевизионна станция Бургас, открита през 1993 г., висока е 72 метра
- Църквата „св. Иван Рилски“
- Сградата на Бургаския свободен университет
- Част от земите, дарени от Александър Георгиев по регулационния план от 1913 г.